# Anserobranta
Anserobranta — викопний рід гусеподібних птахів родини Качкові (Anatidae). Птах існував у кінці еоцену. Скам'янілі рештки знайдені у Центральній Європі.

## Види
- Anserobranta robusta (Milne Edwards 1868)
- Anserobranta tarabukinii (Kurochkin et Ganea, 1972)